# Orjaška gozdna svinja
Orjaška gozdna svinja (znanstveno ime Hylochoerus meinertzhageni) je edina vrsta, ki pripada rodu Hylochoerus. Prebiva v predelih Afrike, ki so poraščeni z gozdovi, zanjo pa je značilna tudi precejšnja velikost, saj naj bi bili posamezniki vrste največji v družini svinj (Suidae), četudi občasno nekateri osebki podvrst divje svinje dosežejo še večje veličine. Navkljub svoji velikosti in razmeroma veliki razširjenosti je bila orjaška gozdna svinja opisana šele leta 1904. Vrstno ime je prejela v čast britanskemu vojaku in ornitologu Richardu Meinertzhagnu, ki je v Keniji svinjo ustrelil in jo nato dal prepeljati v Prirodoslovni muzej v Angliji.

## Značilnosti
V povprečju je orjaška gozdna svinja največja vrsta v družini Suidae. Skupna dolžina glave in telesa odraslih svinj je navadno od 1,3 do 2,1 metra, medtem ko rep meri dodatnih 25 do 45 centimetrov. Odrasli osebki, katerih ramena dosegajo veličino od 0,75 do 1,1 metra, tehtajo od 100 do 275 kilogramov, pri čemer so samice manjše in lažje. Svinje ženskega spola namreč povprečno dosegajo 167 kilogramov, medtem ko je mediana teže samcev vrednost 210 kilogramov. Vzhodna podvrsta (H. m. meinertzhageni) je nekoliko večja kot H. m. rimator iz Srednje Afrike in precej večja od H. m. ivoriensis Zahodne Afrike.
Za orjaško gozdno svinjo je značilna dolga dlaka, ki s starostjo postane manj izrazita. Navadno je črne barve, četudi so dlake, ki se nahajajo najbližje koži, nekoliko oranžne. Ušesa so velika in našpičena, v primerjavi s svinjo bradavičarko (Phacochoerus africanus) ima orjaška gozdna svinja relativno majhne okle, ki pri samcih dosežejo dolžino 35,9 centimetrov.

## Razširjenost
Orjaška gozdna svinja se pojavlja predvsem v zahodnem in osrednjem delu Afrike, kjer je v glavnem omejena na gvinejske gozdove in gozdove reke Kongo, posamezne populacije pa se nahajajo tudi drugje. Svinje imajo najraje območja, kjer so prisotni tako gozdovi kot travišča, najti jih je mogoče tudi v savani in višje ležečih predelih do nadmorske višine 3800 metrov. V suhih habitatih in območjih brez možnosti umika v senco jih ne najdemo, ker težko preživljajo nizko zračno vlažnost ali predolgo izpostavljenost soncu.

## Ekologija in vedenje
Orjaška gozdna svinja se v glavnem preživlja kot rastlinojed, a se občasno prehranjuje z mrhovino. V običajnih razmerah je aktivna predvsem v nočnem času, četudi občasno, v hladnejših obdobjih, več aktivnosti pokaže čez dan. Kjer jo zakoni ščitijo pred ljudmi, je vrsta tudi dnevno aktivna. Svinje so družabne živali, saj živijo v čredah, ki jih sestavlja do 20 živali, pri čemer so to samice in njihov podmladek, občasno pa tudi kakšen starejši samec. Samice pred kotitvijo zapustijo svojo čredo in se vrnejo šele, ko so mladiči stari približno en teden. Pripadniki črede mlajše člane skupine varujejo, mladiči pa pogosto sesajo tudi pri samicah, ki niso njihove matere. Občasno se med svinjami pojavlja nasilje, ki je najpogosteje izraženo v obliki potiskanja, udarcev z okli in medsebojnega butanja z glavo. Boj med samci lahko privede do pogina enega izmed udeležencev.
Kot vsi ostali pripadniki družine svinj iz podsaharske Afrike tudi orjaška gozdna svinja še ni bila udomačena, a jo je mogoče ukrotiti brez večjih težav, zaradi česar prevladuje mnenje, da je udomačitev mogoča. Odrasle svinje lahko predstavljajo nevarnost za človeka, saj samci velikokrat napadejo brez kakršnega koli opozorila, pri čemer naj bi šlo za poskus zaščite svoje črede. Orjaška gozdna svinja je bila opažena pri odganjanju lisastih hijen (Crocuta crocuta) od mrhovine. Kljub velikosti in agresivnemu vedenju so svinje občasno plen leoparda (Panthera pardus) in tropov lisastih hijen, redkeje pa tudi leva.